# La Cañada (Santiago del Estero)
La Cañada est une ville de la province de Santiago del Estero, en Argentine, et le chef-lieu du département de Figueroa.